# Lewisepeira chichinautzin
Lewisepeira chichinautzin är en spindelart som beskrevs av Claude Lévi 1993. Lewisepeira chichinautzin ingår i släktet Lewisepeira och familjen hjulspindlar. Inga underarter finns listade i Catalogue of Life.